# Fideizam
Fideizam (od latinske reči za veru: fides i nastavka -izam) je epistemološka teorija koja zagovara nezavisnost vere od razuma ili teorija koja naučava da su razum i vera u sukobu, pri čemu je vera superiornija kada se radi o otkrivanju određenih istina, kao što su „više istine” o božanstvu koje se ne mogu shvatiti razumom nego samo verom u objavu. Drugim rečima, fideizam je „učenje koje stavlja veru na mesto nauke.”
Teolozi i filozofi su na razne načine definisali odnos vere i razuma prilikom određivanja istine metafizičkih koncepata, moralnosti i religijskih uverenja. Budući da pojam „fideizam” najčešće koriste protivnici te teorije s ciljem negativnog etiketiranja njenih zastupnika, retko koji autor će sam za sebe reći da je fideista (zastupnik fideizma). Fideizam se najčešće pripisuje četvorici filozofa: Paskalu, Kierkegardu, Vilijamu Jamesu i Vitgenstajnu, premda se potvrda za to često ne može naći ni u njihovim, ni u konceptima i delima njihovih sledbenika. Postoji više različitih oblika fideizma.
U hršćanskoj teologiji fideizmom se označava „takvo razumevanje hrišćanske teologije koje odbacuje potrebu (ili, ponekad, mogućnost) kritikâ ili procenâ na temelju izvora koji se nalaze izvan same hrišćanske vere.” Katolički smer fideizma, „koji malo drži do sposobnosti ljudskog razuma i do pojmovne formulacije vere”, naziva se tradicionalizam.

## Literatura
- Amesbury, Richard (2005), „Fideism”, Stanford Encyclopedia of Philosophy.
- Geisler, Norman (1976), Christian Apologetics, Baker Book House, ISBN 0-80103704-2.
- Benjamin Brown, "The Comeback of "Simple Faith": The Ultra-Orthodox Concept of Faith and Its Development in the Nineteenth Century", Studies in Judaism, Humanities and the Social Sciences, 2017.
- „Fideism”, The Catholic Encyclopedia, New advent.